# Octave de Rochebrune
Octave de Rochebrune, né le 1er avril 1824 à Fontenay-le-Comte où il est mort le 17 juillet 1900 (à 76 ans), est un artiste peintre, aquafortiste et collectionneur d'œuvres d'art français. Il était propriétaire du Château de Terre-Neuve.

## Biographie

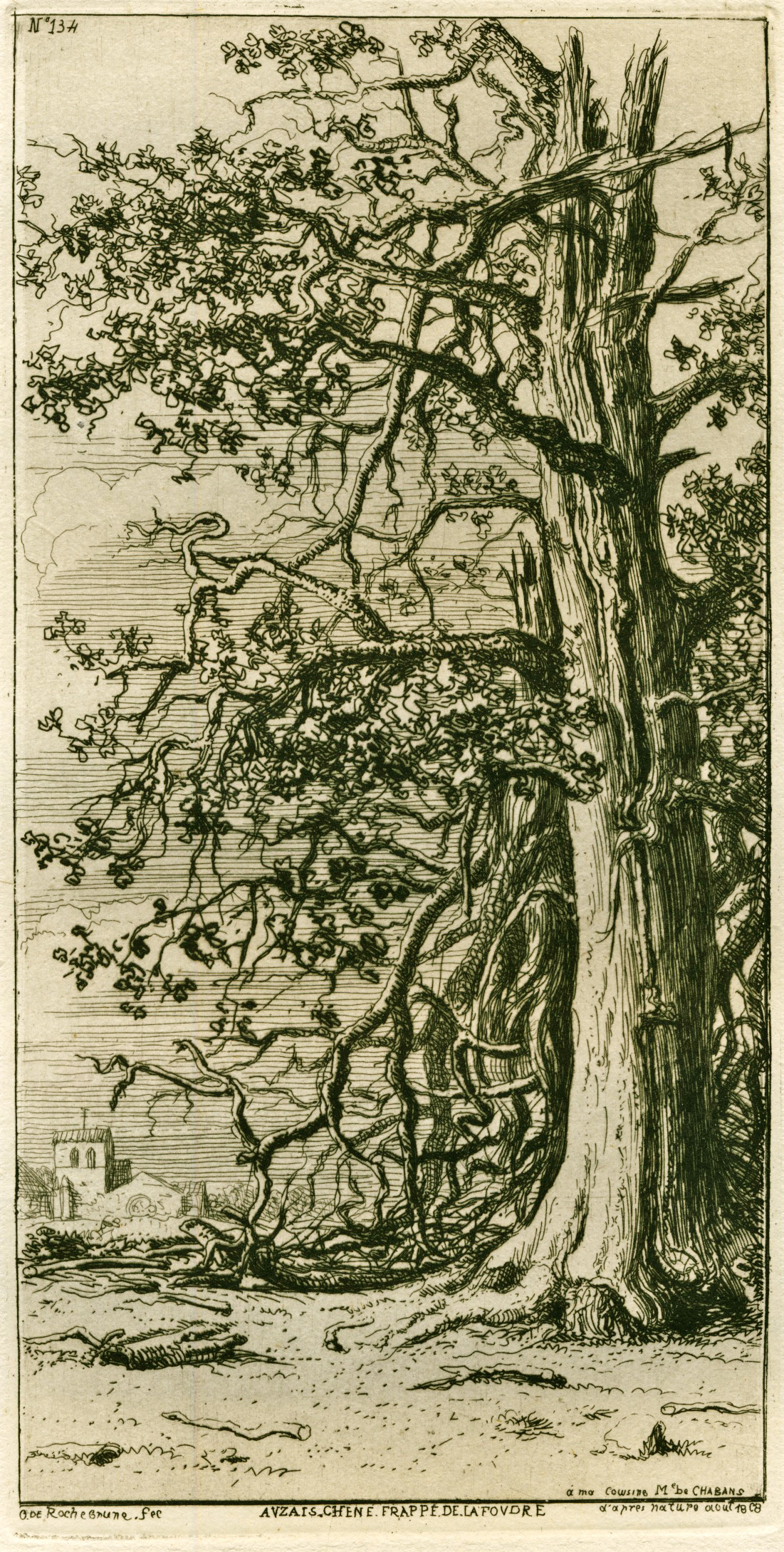
Eau-forte intitulée Auzais, Chêne frappé par la foudre (1868).

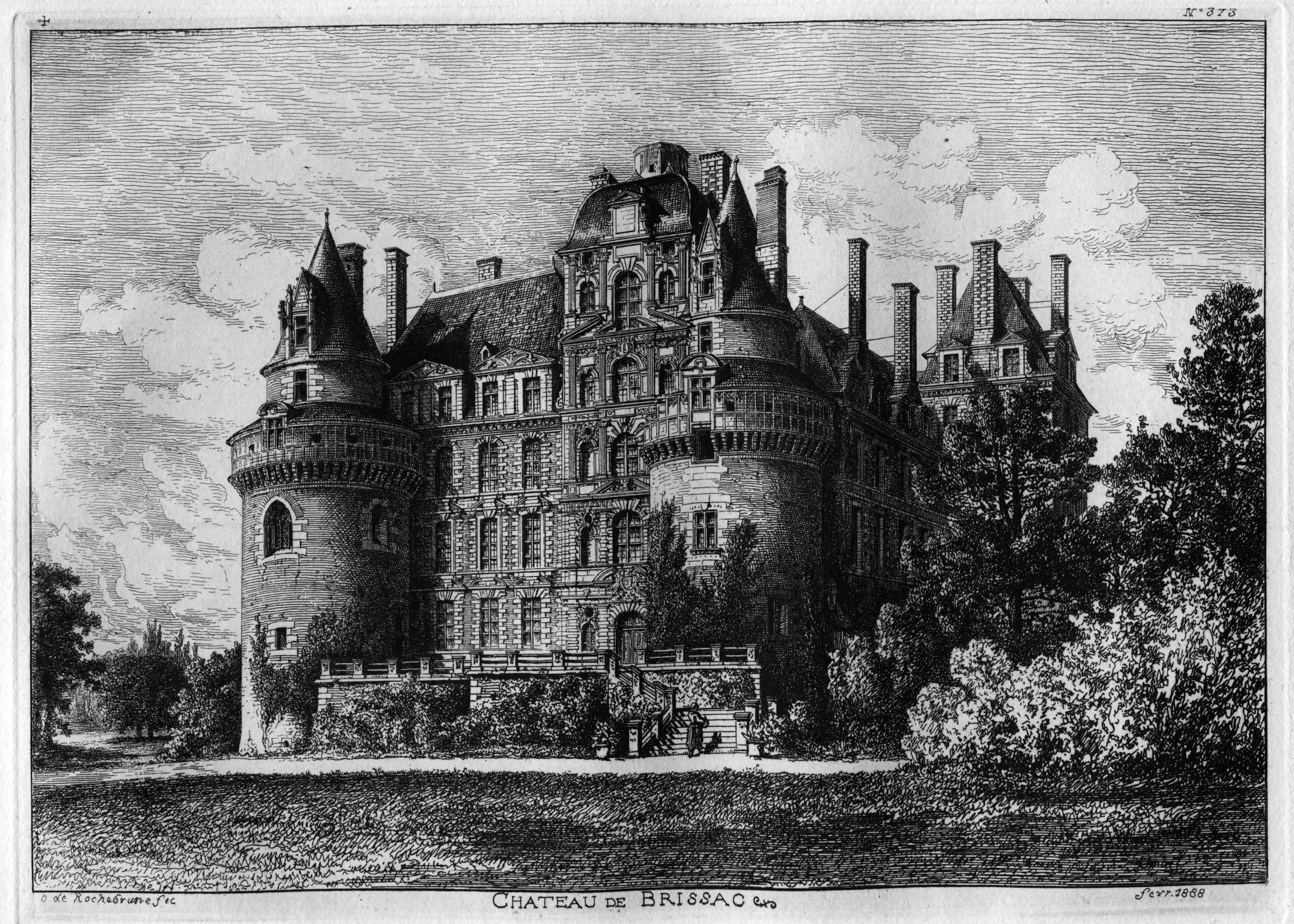
Eau-forte représentant le château de Brissac (1888).

### Origines et éducation
Étienne-Octave de Guillaume de Rochebrune est le fils d'Amédée de Guillaume de Rochebrune, originaire du Limousin, ancien officier de la Grande Armée et de Marie Nélia de Vassé-Tendron, dont le père était Claude Tendron de Vassé, le propriétaire du château de Terre-Neuve. Pendant son enfance, de nombreux artistes séjournent dans la demeure familiale, ce qui donne au jeune Octave l'envie de pratiquer le dessin.
Admis au petit séminaire des Sables-d'Olonne puis au collège de Fontenay-le-Comte, un de ses dessins suscite l'admiration ce qui pousse son père à l'envoyer au collège Stanislas de Paris, où il suit les cours de Jean-Louis Petit (1795-1875).
Il entre par la suite dans l'atelier de Justin Ouvrié (1806-1879), peintre et surtout lithographe spécialisé dans les paysages de villes et de monuments. Il expose pour la première fois au Salon de Paris de 1845.

### Châtelain à Fontenay-le-Comte
Rochebrune quitte Paris en 1846 pour retourner à Fontenay-le-Comte et s'y trouve lors de la proclamation de la Deuxième République. Il continue d'exposer au Salon cette même année, puis en 1847 et 1848, des paysages sous la forme de dessins et d'huiles sur toile.
Il se marie ensuite avec Alix Grelier du Fougeroux (fille d'Ernest Grelier du Fougeroux), avec qui il a trois enfants : Raoul né en 1849, Henry en 1851 et Élisabeth en 1856.
Il entreprend de grands travaux de modification dans le château de Terre-Neuve, endossant tour à tour les rôles d'architecte, de sculpteur et d'antiquaire dans son acception du XIXe siècle, c'est-à-dire en « prélevant » des éléments d'architecture dans d'autres demeures de la région plus ou moins en déshérence comme le château des d'Estissac à Coulonges-les-Royaux pour les remonter, à l'image du goût historiciste de l'époque.
Il fréquente l'élite intellectuelle vendéenne parmi lesquels figurent le peintre Paul Baudry, le portraitiste Ferdinand Birotheau et entretenait des liens quasi fraternels avec Benjamin Fillon.

### Aquafortiste
C'est sur les conseils de ce dernier que Rochebrune découvre la technique de l'eau-forte ce qui l'a conduit à installer une presse au château de Terre-Neuve où elle se trouve toujours. Octave, après des débuts difficiles, progresse rapidement et affine sa technique au point de passer maître dans l'art de la reproduction. Il est essentiellement autodidacte, apprenant l'art de graver sur cuivre en s'inspirant de l'étude de Charles Jacque et d'Abraham Bosse. 
Son travail gravé lui rouvre de nouveau les portes du Salon de Paris à partir de 1861, date à laquelle il présente une série de cinq aquatintes, des paysages vendéens. Il reparaît au Salon régulièrement entre 1863 et 1883, présentant uniquement des gravures. Il est récompensé par la médaille d'or du Salon en 1865, 1868 et 1872 ; à l'exposition universelle de Vienne en 1873, il reçoit une distinction. Il est nommé le 7 juillet 1874 chevalier de la Légion d'honneur par le ministère de l'Agriculture et du Commerce.
Il produit par ailleurs trois gravures pour l'album L'Eau forte en… (1874-1881) édité par Cadart.
Son œuvre gravé comprend plus de 184 planches originales.

### Collectionneur
Rochebrune s'intéresse aussi à l'archéologie et à la préhistoire : il réunit des collections d'objets préhistoriques et des bronzes ; il illustre d'eaux-fortes la publication un mémoire écrit et publié par son fils Raoul de Rochebrune et rendant compte des travaux de fouilles effectuées dans la grotte des Cottés, située sur les bords de la rivière Gartempe près de Saint-Pierre-de-Maillé, dans la Vienne.

### Carrière politique
En parallèle, Rochebrune se lance localement en politique pour défendre ses idées conservatrices. Il est ainsi élu comme maire de Fontenay-le-Comte par trois fois de 1868 à 1871, de 1874 à 1876 et du 17 août 1877 au 3 janvier 1878.

### Fin de vie
Son épouse Alix meurt à 43 ans, le 15 septembre 1872.
C'est sous sa direction qu'en 1891 le statuaire Métivier a restitué la série de 18 têtes ou masques ornant la frise de la façade du château de La Villedieu-de-Comblé (79).
En 1898 il se vit confier la restauration la Fontaine des Quatre-Tias datant de 1542, que dix ans auparavant il avait représentée dans une eau-forte (coll. pers.), qu'il décore de sculptures représentant les blasons de la noblesse fontenaisienne, des salamandres, animal emblématique de François Ier et la devise que l'on prête à celui-ci Fontanacum felicium ingeniorum fons et scaturigo (« Fontaine et source jaillissante de beaux esprits »).[réf. nécessaire]

## Distinctions
- Chevalier de la Légion d'honneur (1874).